# Loranca de Tajuña
Loranca de Tajuña è un comune spagnolo di 1 275 abitanti situato nella comunità autonoma di Castiglia-La Mancia.